# Vestia (растение)
Vestia (лат.) — монотипный род двудольных растений семейства Паслёновые (Solanaceae), включающий вид Vestia foetida.
Род выделен немецким ботаником Карлом Людвигом Вильденовым в 1809 году и назван в честь австрийского ботаника Лоренца Феста.

## Распространение и среда обитания

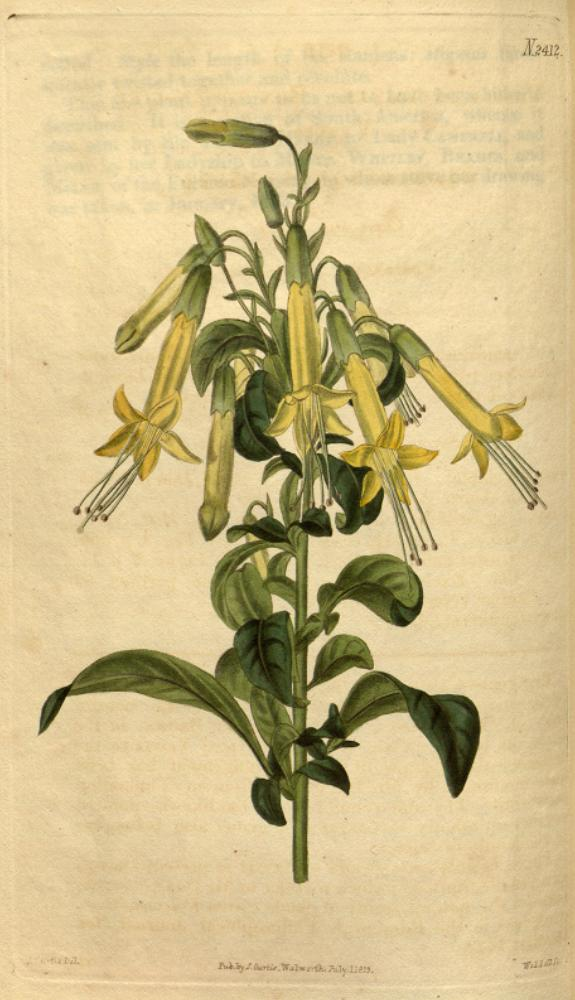
Vestia foetida. Ботаническая иллюстрация Джона Симса из Curtis’s botanical magazine, 1823, Т. 50

Единственный вид является эндемиком Чили, встречающийся от провинций Вальдивия до Чилоэ.
Солнцелюбивы.

## Ботаническое описание
Вечнозелёные кустарники высотой до 2 м.
Листья тёмно-зелёные, глянцевые, со специфическим неприятным запахом.
Цветки жёлтого цвета, одиночные, трубчатой формы, длиной 2,5—3 см. Цветут весной и летом.
Плод — коробочка с примерно 50 семенами.

## Значение
Выращиваются как садовые растения.